# 小行星25300
小行星25300（25300 Andyromine）是一颗绕太阳运转的小行星，为主小行星带小行星。该小行星于1998年11月19日发现。

## 轨道参数
小行星25300的轨道半长轴为408 636 200 km，2.7315254 UA，离心率为0.171。